# TV4-nyheterna Malmö
TV4-nyheterna Malmö är TV4-gruppens lokal-TV-station för Skåneområdet och sänder via Hörbysändaren och Malmösändaren (Jägersro).
Stationen började sända den 19 oktober 1992 under namnet TV Skåne, några månader efter att TV4 börjat sända i marknätet. Boo Thorin ledde det första programmet.
Senare ändrades prefixet för kanalen till TV4 Skåne och när Öresundsförbindelsen invigdes sommaren 2000 blev stationen TV4 Öresund. Sommaren 2002 flyttade TV4 Öresund till nya lokaler i centrala Malmö som delas med Kvällsposten, och under en period även tidningen City.
Programutbudet bestod till en början av lokala underhållningsprogram och nyheter som sändes under eftermiddagar och helgmorgnar, den programtid som lokalstationerna tilldelats. Med tiden kom utbudet att bli mer inriktat på nyheter, lokalstationerna fick sända nyheter på morgonen och sena kvällar. I januari 2006 började TV4 Öresund sända programmet Nyhetsmorgon Halland Öresund som även sändes i TV4 Hallands område. Sista sändningen av Nyhetsmorgon Halland Öresund gick av stapeln den 30 maj 2008. 
Den 16 april 2007 genomförde TV4-Gruppen en förändring av sina nyhetssändningar och sändningarna från TV-stationen fick det nya namnet TV4-nyheterna Öresund, för att tydligare koppla samman dem med de rikssända TV4-nyheterna. Samtidigt gick sändningarna över till bredbildsformatet och fick ny grafisk profil. Varje vardag visas 6 nyhetssändningar - fyra på morgonen och två på kvällen.
I december 2008 genomfördes en omorganisation, som bland annat innebar att det tidigare sändningsområdet delades upp i flera nyhetseditioner. Under det nya namnet TV4-nyheterna Malmö sänds nyheter via de två sändarmasterna, och sedan den 9 mars 2009 sänds TV4-nyheterna Helsingborg i bland annat kabelnätet i Helsingborg och Landskrona.